# العلاقات الأرجنتينية الطاجيكستانية
العلاقات الأرجنتينية الطاجيكستانية هي العلاقات الثنائية التي تجمع بين الأرجنتين وطاجيكستان.

## مقارنة بين البلدين
هذه مقارنة عامة ومرجعية للدولتين:
| وجه المقارنة                                              | الأرجنتين                                               | طاجيكستان                          |
| --------------------------------------------------------- | ------------------------------------------------------- | ---------------------------------- |
| المساحة (كم2)                                             | 2.78 مليون                                              | 143.10 ألف                         |
| عدد السكان (نسمة)                                         | 44.27 مليون                                             | 8.92 مليون                         |
| الكثافة السكانية (ن./كم²)                                 | 15.92                                                   | 62.33                              |
| العاصمة                                                   | بوينس آيرس                                              | دوشنبه                             |
| اللغة الرسمية                                             | اللغة الإسبانية                                         | اللغة الطاجيكية                    |
| العملة                                                    | البيزو الأرجنتيني 1983 ‏، بيزو أرجنتيني، أسترال أرجنتيني | ساماني طاجيكي، الروبل الطاجيكستاني |
| الناتج المحلي الإجمالي (بليون دولار)                      | 637.59 مليار                                            | 7.15 مليار                         |
| الناتج المحلي الإجمالي (تعادل القوة الشرائية) بليون دولار | 883.02 مليار                                            | 24.03 مليار                        |
| الناتج المحلي الإجمالي الاسمي للفرد دولار أمريكي          | 13.43 ألف                                               | 925                                |
| الناتج المحلي الإجمالي للفرد دولار أمريكي                 |                                                         | 2.69 ألف                           |
| مؤشر التنمية البشرية                                      | 0.827                                                   | 0.624                              |
| رمز المكالمات الدولي                                      | +54                                                     | +992                               |
| رمز الإنترنت                                              | .ar                                                     | .tj                                |
| المنطقة الزمنية                                           | 00                                                      | ت ع م+05:00                        |

## منظمات دولية مشتركة
يشترك البلدان في عضوية مجموعة من المنظمات الدولية، منها:
| علم المنظمة | اسم المنظمة                        | تاريخ انضمام الأرجنتين | تاريخ انضمام طاجيكستان |
| ----------- | ---------------------------------- | ---------------------- | ---------------------- |
|             | مؤسسة التنمية الدولية              | 3 أغسطس 1962           | 4 يونيو 1993           |
|             | مؤسسة التمويل الدولية              | 13 أكتوبر 1959         | 2 ديسمبر 1994          |
|             | منظمة حظر الأسلحة الكيميائية       | ?                      | ?                      |
|             | الأمم المتحدة                      | 24 أكتوبر 1945         | 2 مارس 1992            |
|             | الاتحاد الدولي للاتصالات           | 1889                   | 28 أبريل 1994          |
|             | منظمة الشرطة الجنائية الدولية      | ?                      | ?                      |
|             | البنك الدولي للإنشاء والتعمير      | 20 سبتمبر 1956         | 4 يونيو 1993           |
|             | الاتحاد البريدي العالمي            | ?                      | ?                      |
|             | وكالة ضمان الاستثمار متعدد الأطراف | 11 فبراير 1992         | 9 ديسمبر 2002          |
|             | يونسكو                             | 15 سبتمبر 1948         | 6 أبريل 1993           |
|             | الفريق المعني برصد الأرض           | ?                      | ?                      |

## وصلات خارجية
- موقع وزارة الخارجية الأرجنتينية